# دوشیزه یخ‌زده سیبری

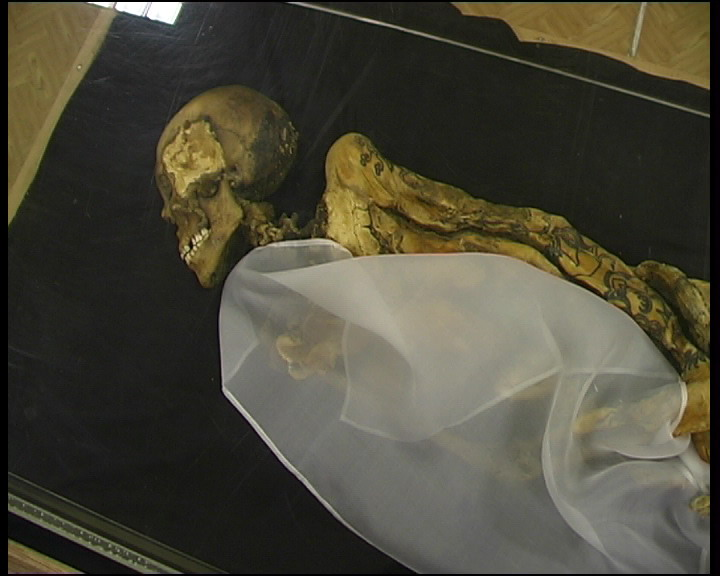
نگاره‌ای از مومیایی دوشیزه سیبری

دوشیزۀ یخ‌زدۀ سیبری که با نام‌های دوشیزۀ یوکوک (به روسی: Принце́сса Уко́ка)، دوشیزۀ آلتای، دِووچکا و اوچی-بالا (به روسی: Очы-бала، قهرمان زن یک حماسۀ آلتایی) نیز شناخته می‌شود، مومیایی زنی متعلق به سدۀ پنجم پیش از میلاد، که در سال ۱۹۹۳ در کورگان گورهای پازیریک در جمهوری آلتای روسیه یافت شد. این یافته از مهم‌ترین یافته‌های باستان شناسی روسیه در اواخر قرن بیستم بود. در سال ۲۰۱۲ او به آرامگاه ویژه در موزۀ ملی جمهوری‌خواهان در گورنو-آلتایسک منتقل شد.

## دیباچه
بقایای مومیایی شده «دوشیزه یخی»، یک زن سکایی-سیبریایی که در قرن پنجم پیش از میلاد در استپ های اوراسیا زندگی می‌کرد، بدون دستکاری در یک اتاق دفن زیرزمینی پیدا شد. ناتالیا پولوسماک و تیمش دوشیزه یخی را در تابستان ۱۹۹۳، زمانی که او پژوهشگر ارشد موسسه باستان شناسی و قوم نگاری روسیه در نووسیبیرسک بود، کشف کردند. این فصل چهارم پولوسماک بود که در فلات یوکوک کار می‌کرد، جایی که موسسه تحقیقات خود را در مورد سکونت‌گاه‌های نخستین در جنوب سیبری ادامه می‌داد. نزدیک به دو دهه بعد، منابع کمی به زبان انگلیسی برای کشف مهم موجود است: مقاله نشنال جئوگرافیک پولوسمک از اکتبر سال ۱۹۹۴، و یک مستند بی بی سی (۱۹۹۷) با حضور پولوسماک و اعضای تیمش، آموزنده‌ترین و در دسترس‌ترین آن‌ها هستند.
دختر یخی نماینده فرهنگ پازیریک بود که میان قرن های ۶ الی ۲ پیش از میلاد در استپ سیبری زندگی می‌کرد.
مقبره دوشیزه یخ‌زده در فلات یوکوک در نزدیکی مرز چین، در جمهوری خودمختار آلتای فعلی پیدا شد. این فلات، بخشی از استپ های اوراسیا، با آب و هوای خشن و خشک مشخص می‌شود. این منطقه توسط مردم محلی به عنوان «لایه دوم بهشت» شناخته می شود، یک پله بالاتر از مردم عادی و حوادث. دامداران امروزی آلتای هنوز گوسفندها و اسب‌های خود را در طول زمستان به فلات می‌آورند زیرا باد شدید برف را از روی چمن‌ها می‌برد و علی‌رغم دمای یخبندان، زمین چرا برای حیوانات فراهم می‌کند.